# レッドチェリー
レッドチェリーは、委託放送事業者のアスパイアビジョンが運営する放送チャンネル。かつてはチャンネル・ルビーのチャンネル名で、委託放送事業者の株式会社プレイボーイ・チャンネル・ジャパン（東北新社の連結子会社）が運営していた。スカパー!では965chにて放送のほか、一部のケーブルテレビ放送やブロードバンド放送でも視聴が可能である。

## 概略
プレイボーイチャンネルの運営するチャンネル・ルビーとして開設。
2015年3月31日にアスパイアビジョン運営のイエローチェリー（スカパー!プレミアムサービスCh.965）を統合。
同年4月1日より、チャンネル名称を「レッドチェリー」に変更。チェリーボムと同じアスパイアビジョン株式会社の運営となる。
レッドチェリーは「あらゆるジャンルの企画作品で編成されているオムニバスチャンネル」として運営される。
チャンネルルビー時代から引き続き、スカパー!アダルト放送大賞選考チャンネル。

## 主な番組
- ゴク嬢!AVアワー
- マニアック・タイム
- （秘）倶楽部